# Sphingonotus takramaensis
Sphingonotus takramaensis är en insektsart som beskrevs av Zheng, Z., B. Xi och Yong Shan Lian 1994. Sphingonotus takramaensis ingår i släktet Sphingonotus och familjen gräshoppor. Inga underarter finns listade i Catalogue of Life.